# Gofrownica

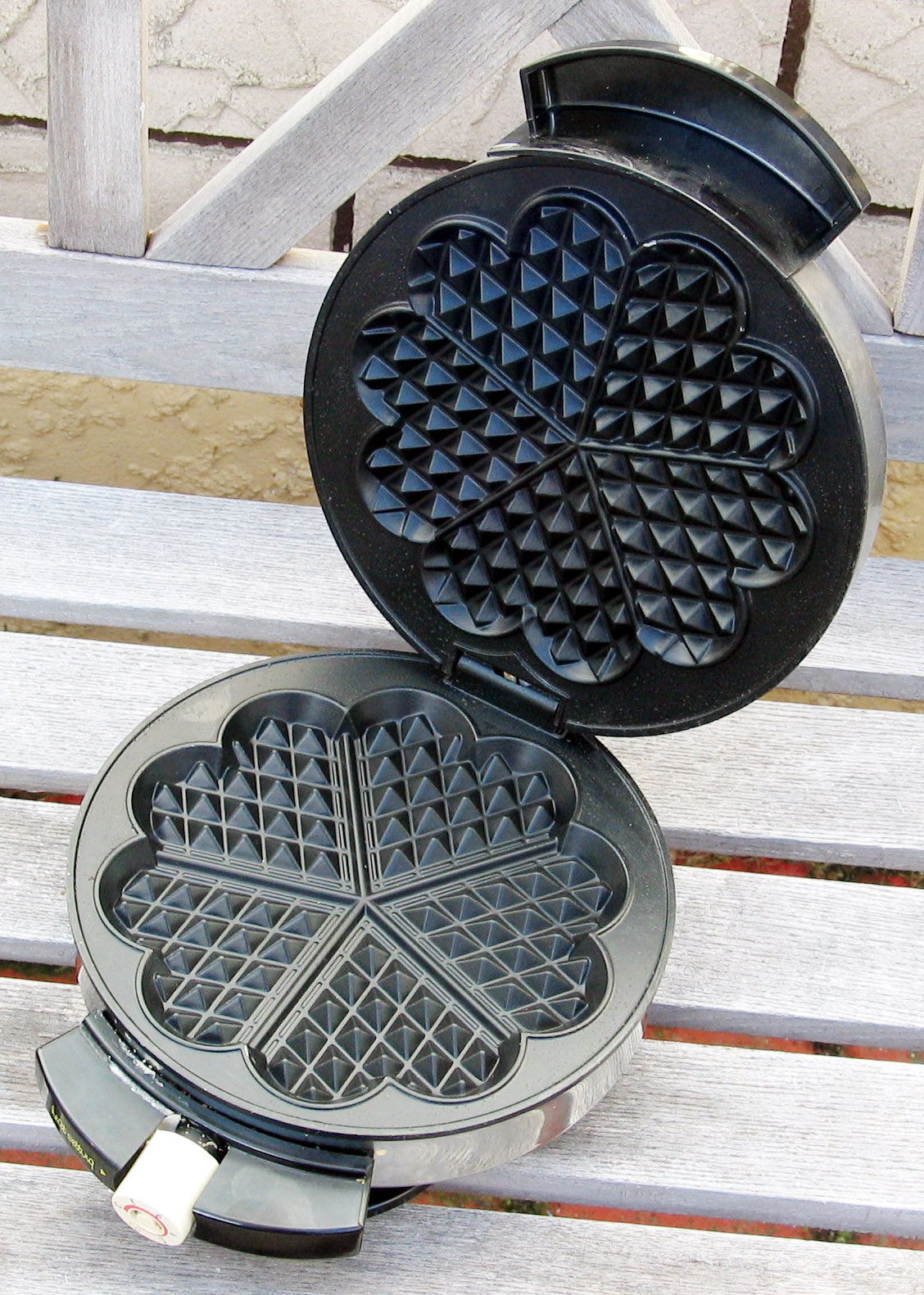
Gofrownica w kształcie serduszek, układających się w kwiatek.

Gofrownica (ang. waffle-iron, fr. gaufrier-gril, it. piastra per cialde) – elektryczne urządzenie kuchenne, służące do wypiekania gofrów. Ich moc waha się od 700 do 2000 watów. Najpopularniejsze modele posiadają moc 1400 W. Urządzenia te zazwyczaj posiadają teflonową powłokę zabezpieczającą przed przywieraniem. Nowsze powlekane są specjalną powłoką Teflon® firm DuPont. Liczba gofrów, które mogą być pieczone naraz w gofrownicy to najczęściej 2 lub 5. Popularność zyskują urządzenia z możliwością wypieku gofrów w kształcie serc.

## Historia
Metalowe formy do ogrzewania nad ogniem sprasowanego ciasta znane były już VII wieku na terenie obecnej Szwecji i Norwegii. Narzędzie takie pojawia się także w inwentarzach z terenu średniowiecznej Francji w XII i XIII wieku. W XIV wieku ozdabiano wewnętrzną stronę urządzenia cytatami z Biblii, herbami rodowymi symbolami, scenkami, które odbijały się na wypieku. Gofrownice zasilane prądem zostały opatentowane w 1911 roku przez firmę General Electric.